# Cai Junqi
Cai Junqi (chinesisch 蔡俊奇; * 11. März 1996) ist ein chinesischer Hürdenläufer, der sich auf die 400-Meter-Distanz spezialisiert.

## Sportliche Laufbahn
Erste internationale Erfahrungen sammelte Cai Junqi bei den Asienspielen 2018 in Jakarta, bei denen er im Hürdenlauf mit 51,37 s im Halbfinale ausschied und belegte mit der chinesischen 4-mal-400-Meter-Staffel in 3:07,16 min den sechsten Platz.
2017 wurde Cai Chinesischer Meister im 400-Meter-Hürdenlauf.

## Persönliche Bestzeiten
- 400 m Hürden: 49,77 s, 11. April 2017 in Zhengzhou
  - 400 Meter (Halle): 48,83 s, 15. März 2015 in Peking